# Банановий кетчуп
Банановий кетчуп (або банановий соус) — це популярний філіппінський соус, який виготовляють із банана, цукру, оцту та спецій. Його природний колір коричнево-жовтий, але його часто фарбують у червоний, щоб нагадував томатний кетчуп. Банановий кетчуп вперше почали виробляти на Філіппінах під час Другої світової війни через нестачу помідорів.

## Використання
У філіппінських домогосподарствах ця приправа використовується для багатьох різноманітних страв: філіппінських спагеті, омлетів (torta), хот-догів, гамбургерів, картоплі фрі, риби, шашлику зі свинини на вугіллі та курячого шашлику, смаженої курки та іншого м'яса.

## Історія
Філіппінський харчовий технолог Марія Ороса (1892—1945) вважається винахідником продукту.
У 1942 році банановий кетчуп вперше почав масово комерційно виробляти Магдало В. Франциско старший, який заснував торгову марку Mafran (портманто від його імені та прізвища), яку він зареєстрував у Бюро патентів.  Франциско шукав фінансування від Тірсо Т. Рейєса, щоб розширити свій бізнес, і тому в 1960 році була створена Universal Food Corporation (UFC).